# Dibicz
Dibicz (bułg. Дибич) – wieś w północno-wschodniej Bułgarii, w obwodzie Szumen, w gminie Szumen. Według danych Narodowego Instytutu Statystycznego, 31 grudnia 2011 roku wieś liczyła 1027 mieszkańców.

## Kultura
- Dom kultury

## Oświata
- Szkoła podstawowa Nikoły Jowkowa Wapcarowa